# Johan van Galen

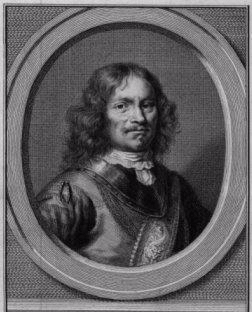
Johan van Galen

Johan van Galen (* 1604 in Essen; † 23. März 1653 vor Livorno im Mittelmeer), als von Galen geboren und auch mit dem verkürzten Vornamen Jan erwähnt, war ein Kapitän und Geschwader-Kommandeur der Vereinigten Niederlande.

## Herkunft und erste Jahre auf See

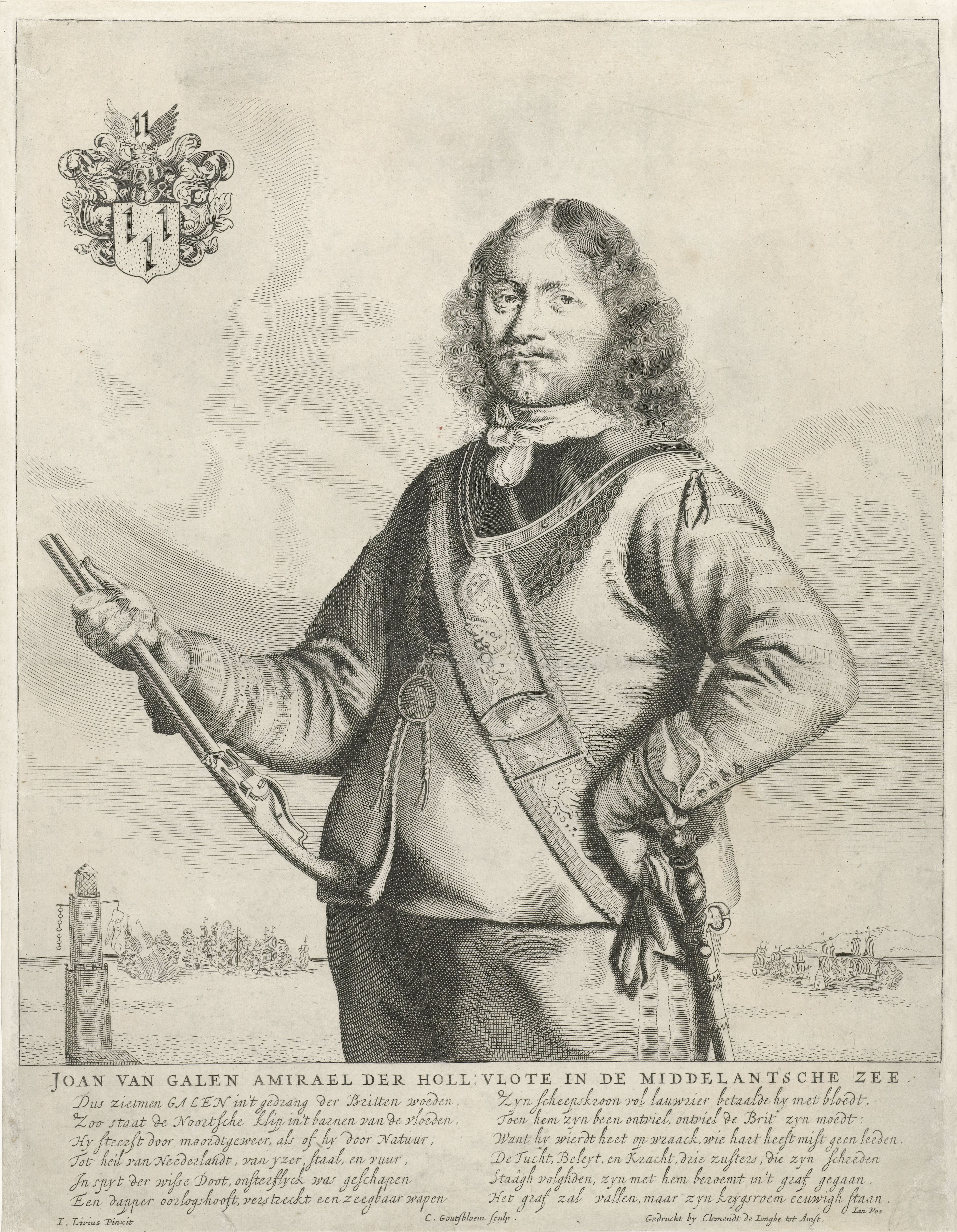
Einblattdruck mit Porträt und Seeschlacht, erschienen nach seinem Tod. Unter der Abbildung ein Sinnspruch zum Ruhm des Verstorbenen.

Johan van Galen wurde als Sohn des Johan von Galen, der sich um 1600 in Essen niederließ, und der Agneta Hekkings in Essen geboren; seine Großeltern väterlicherseits waren Sibilla von Oel und Gisbrecht von Galen, dessen Eltern Adam von Galen und Margereta Bongaarden aus dem Hause Papendorp.
1627 suchte er sein Glück in den Niederlanden und nahm als 23-Jähriger den Seedienst auf, bei der privaten Amsterdamer Direktionskammer wurde er bereits 1630 Schiffsführer. 1631 erhielt er das Kommando über das neugebaute 32-Kanonen-Schiff Swaarte Leeuw, 1632 befehligte er die Mars und 1633 die Maurits, mit der er gegen Dünkirchener Kaperfahrer kreuzte. Im Februar 1634 besuchte er seine Geburtsstadt und ließ sich in Essen einen Geburtsbrief ausstellen. Am 8. Januar 1635 trat er seinen Dienst als regulärer Kapitän bei der Admiralität von Amsterdam an. 1636 erhielt er das Kommando über die De Bul. Nachdem er mehrere Schiffe aufgebracht und diese als Prisen in Plymouth verkaufen wollte, wurde er mit seinem Schiff unter Arrest gestellt – erst nach einem Jahr konnte er im Frühjahr 1637 wieder in See gehen.

## Dienst im Ärmelkanal und in der Ostsee
Im Sommer 1639 übernahm er das Kommando auf der Utrecht im Geschwader von Witte de With. In der Schlacht in den Downs am 13. Oktober 1639 geriet van Galen mit Antonio d’Oquendos Flaggschiff Santiago direkt ins Gefecht und zeichnete er sich dabei durch seine Tapferkeit aus. 1642 übernahm er das Kommando über die Prins Willem und wurde mit verschiedenen Aufgaben betraut. So kreuzte er wieder gegen kapernde Dunkirker und geleitete Kauffahrer durch den Kanal oder in die Ostsee.
Als Dänemark zur Finanzierung des Torstenssonkrieges (Schwedisch-Dänischer Krieg von 1643–45) den Øresund blockierte, um für dessen Passage einen drastisch angehobenen Sundzoll zu kassieren, beschloss die Republik der Sieben Vereinigten Niederlande 1644 ihren Ostsee-Konvoi – bestehend aus 800 bis 900 Schiffen – mit einer starken Begleitflotte unter Witte de With durch den Sund zu geleiten. Die Handelsschiffe mussten so nur den vorherigen niedrigeren Zoll entrichten. Während dieser Fahrt gerieten van Galen, Kapitän der Maan, und Vizeadmiral de With mehrfach aneinander; der warf ihm schließlich „vorsätzlichen Ungehorsam“ vor und stellte ihn unter Arrest. Nach seiner Rückkehr reichte van Galen im November 1645 bei der Admiralität Amsterdam offiziell Beschwerde gegen de With ein und bot seinen Rücktritt an. Die Admiralität lehnte ab, da man auf seine Dienste nicht verzichten wollte; die Beschwerde gegen de With blieb ergebnislos.

## Einsätze im Mittelmeer
1647 erkrankte er und war zeitweise außer Dienst. 1649 wurde er dem Kommando von Joris Cats unterstellt, der mit einem Geschwader zur Bekämpfung der afrikanischen Piraten ins Mittelmeer gesandt wurde. Zudem sollte das Geschwader auch Frankreich im Kampf gegen Spanien unterstützen. Dem Geschwader gelang es, mehrere Schiffe aufzubringen. So erbrachten allein die Besatzungen der von van Galen aufgebrachten Schiffe, die man auf spanischen Sklavenmärkten verkaufte, 61482 Gulden und zwölf Stuyver. Mit diesem Geld konnten wiederum niederländische Seeleute aus der afrikanischen Sklaverei freigekauft werden.
Als van Galen 1650 mit seinem Schiff Roos in der Bucht von Cádiz vor Puerto Maria lag, um dort die gefangengenommene 20-köpfige Besatzung eines afrikanischen Schiffs zu verkaufen, wurde er mit den erlösten 4000 Gulden auf dem Rückweg von einer spanischen Bande überfallen und elfmal verwundet. Um seine Verletzungen auszukurieren, wandte sich van Galen an die Amsterdamer Admiralität, die ihm genehmigte, in die Heimat zurückzukehren. Er erhielt Order, das Schiff seinem Leutnant Govert Reael zu übergeben und auf einem Kauffahrer nach Amsterdam zurückzukehren.

## Im Englisch-Niederländischer Krieg (1652–1654)

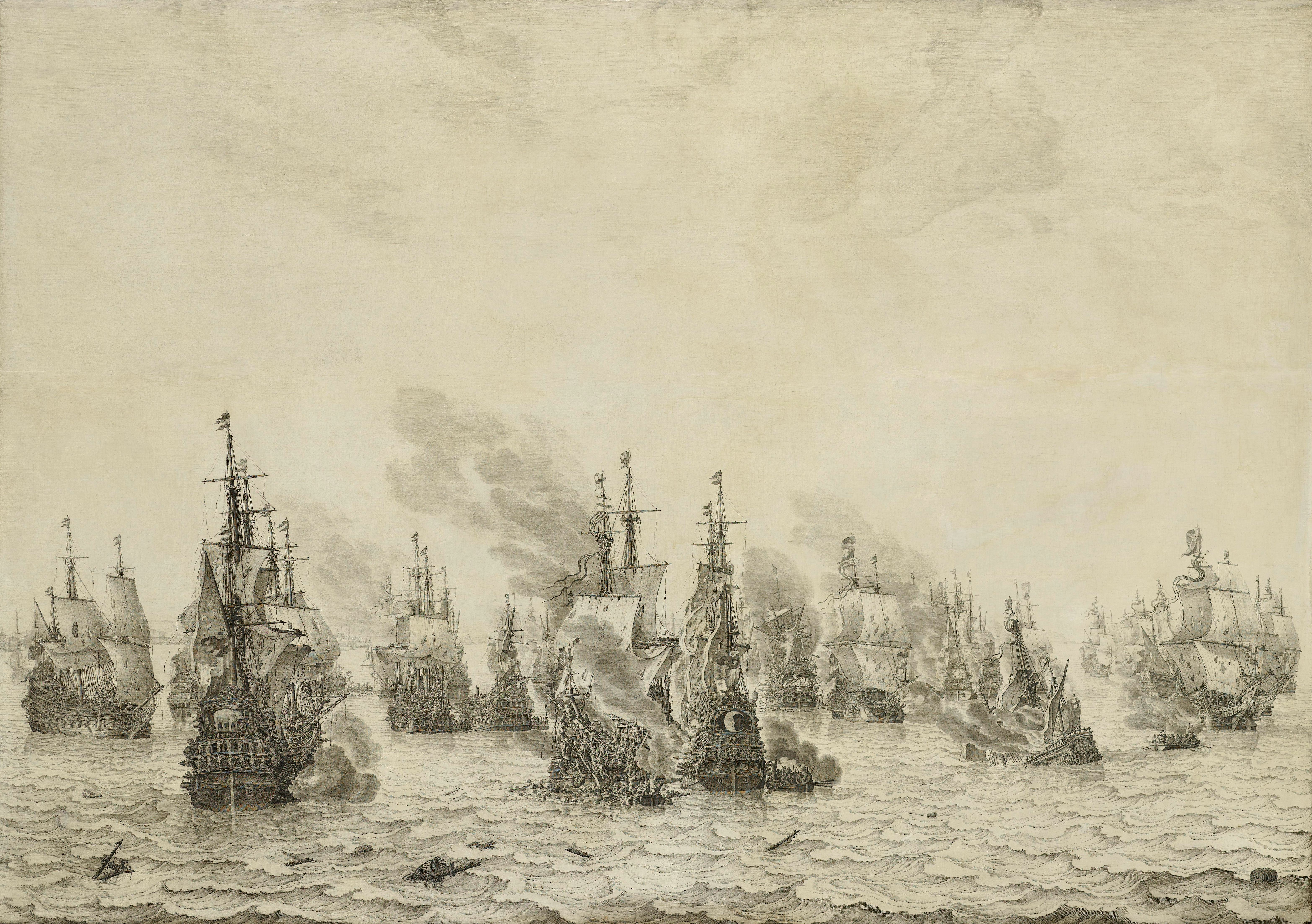
Das Seegefecht vor Livorno von 1653 in einer bald nach dem Ereignis fertiggestellten Tuschezeichnung von Willem van de Velde d. Ä.

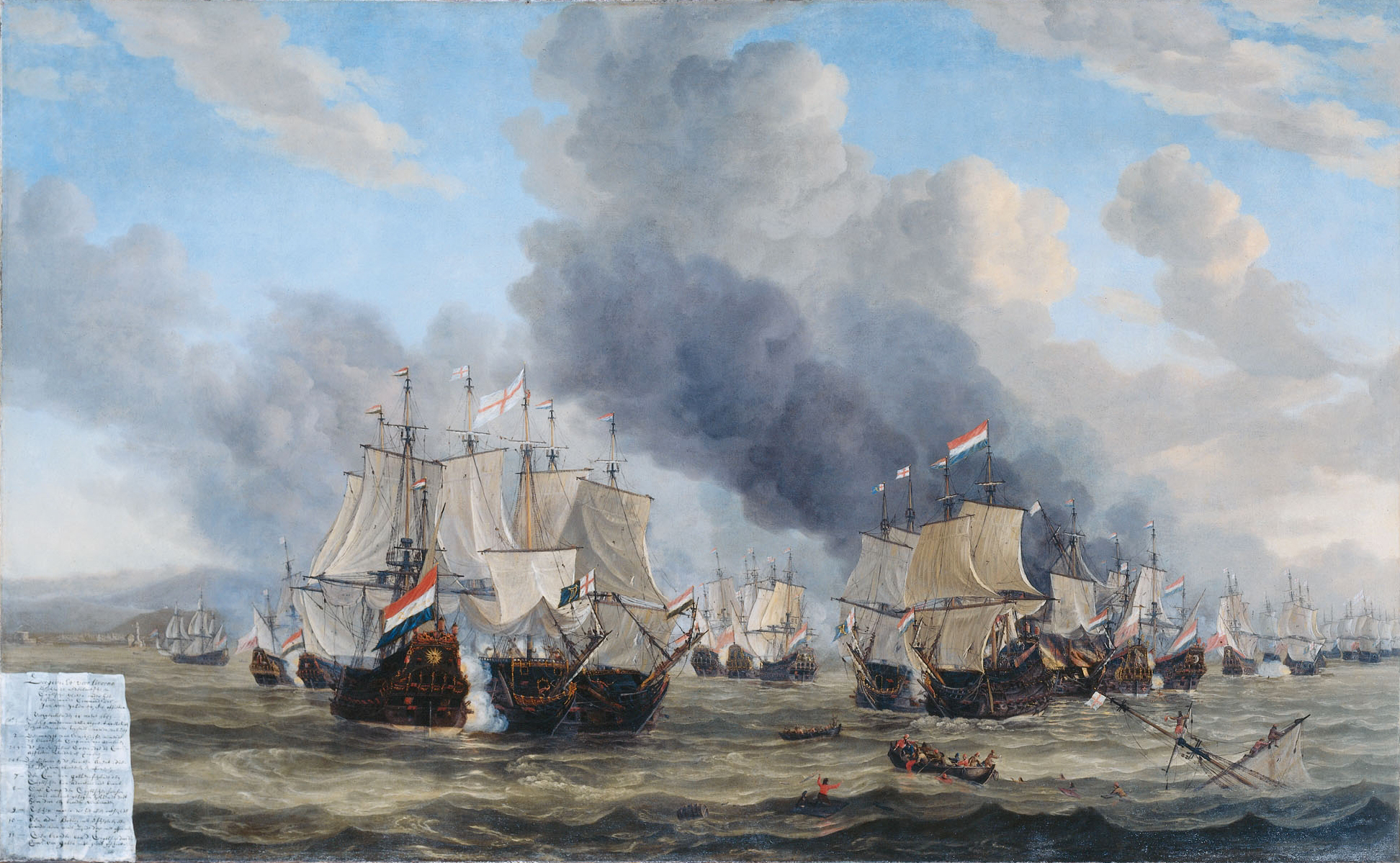
Auf diesem Gemälde der Seeschlacht bei Livorno von Reinier Zeeman (1623–1664) ist die niederländische Übermacht an der Beflaggung im Großtopp gut erkennbar

Nach seiner Genesung erhielt van Galen im Juli 1652 den Befehl, sich umgehend ins Mittelmeer zu begeben und das Kommando über das dort operierende Geschwader zu übernehmen. Der Englisch-Niederländischer Krieg (1652–1654) stand unmittelbar bevor und die Admiralität von Amsterdam hielt den derzeitigen Befehlshaber, Joris Cats, nicht für geeignet. Schon vor der eigentlichen Kriegserklärung am 29. Juli 1652 hatte es einige bewaffnete Auseinandersetzungen gegeben; so das Gefecht bei Dover am 29. Mai 1652.
Am 3. August 1652 reiste van Galen über Land nach Livorno, das er am 22. August erreichte. Hier tritt er an Bord der Jaarsveld das Kommando über das Mittelmeergeschwader an. Zudem hatte er den Befehl erhalten, sein Geschwader durch so viele Kauffahrer wie möglich zu verstärken. Diese Schiffe mussten mindestens 180 Lasten (ca. 360 t) groß sein, durften nicht unter 50 Mann Besatzung haben und nicht weniger als 24 Kanonen Bewaffnung führen.
Van Galen ließ keine Zeit verstreichen und machte sein Geschwader umgehend gefechtsbereit, um schnellstmöglich auszulaufen. Ihm war bekannt, dass England zwei ursprünglich getrennt voneinander operierende Geschwader im Mittelmeer im Einsatz hatte: eines unter Richard Badiley mit acht Schiffen und eines unter Henry Appleton mit sechs Schiffen. Beide hatten Befehl, die Geschwader zu vereinigen und die Niederländer im Mittelmeer zu bekämpfen. Noch bevor dies geschehen konnte, gelang es van Galen mit zehn Schiffen den Verband Badileys in der Seeschlacht bei Elba südlich der Insel Montecristo am Nachmittag des 27. August zu stellen, während er Appletons Verband mit sechs Schiffen vor Livorno blockiert hielt. Der englische Levante-Handel war damit empfindlich gestört.
Im Frühjahr 1653 versuchte Badiley erneut, sich mit Appleton zu vereinen. Dieser sollte dafür seine Schiffe nachts soweit aus dem Hafen warpen, dass er am darauffolgenden Tag auslaufen und dann, wenn Badiley selbst die Niederländer angreife, ebenfalls angreifen könne. Am 4. März 1653 kam es so zur Seeschlacht bei Livorno. Doch hatte Appleton zu früh Kontakt mit den Niederländern. Van Galen, jetzt auf der 1643 gebauten Vereenigde Provincien, griff mit insgesamt sechzehn Schiffen als erstes den kleineren Verband unter Appleton an. Von dessen sechs Schiffen wurden im Gefecht drei erobert und zwei vernichtet. Nur die schnellsegelnde Mary konnte zu Badileys Verband entkommen, der sich sodann vor der Überzahl zurückzog. Während dieses Gefechts wurde van Galen durch eine Kanonenkugel am Unterschenkel verletzt, der ihm noch während der Kampfhandlungen amputiert wurde; drei Wochen später starb er an den Folgen einer Sepsis.
Mit Johan van Galens Sieg 1653 im Gefecht vor Livorno hatten die Vereinigten Provinzen die Überhand gewonnen und kontrollierten nun die Handelswege im Mittelmeer. Um diese Zeit erreichte das sogenannte Goldene Zeitalter der Niederlande seinen Höhepunkt.

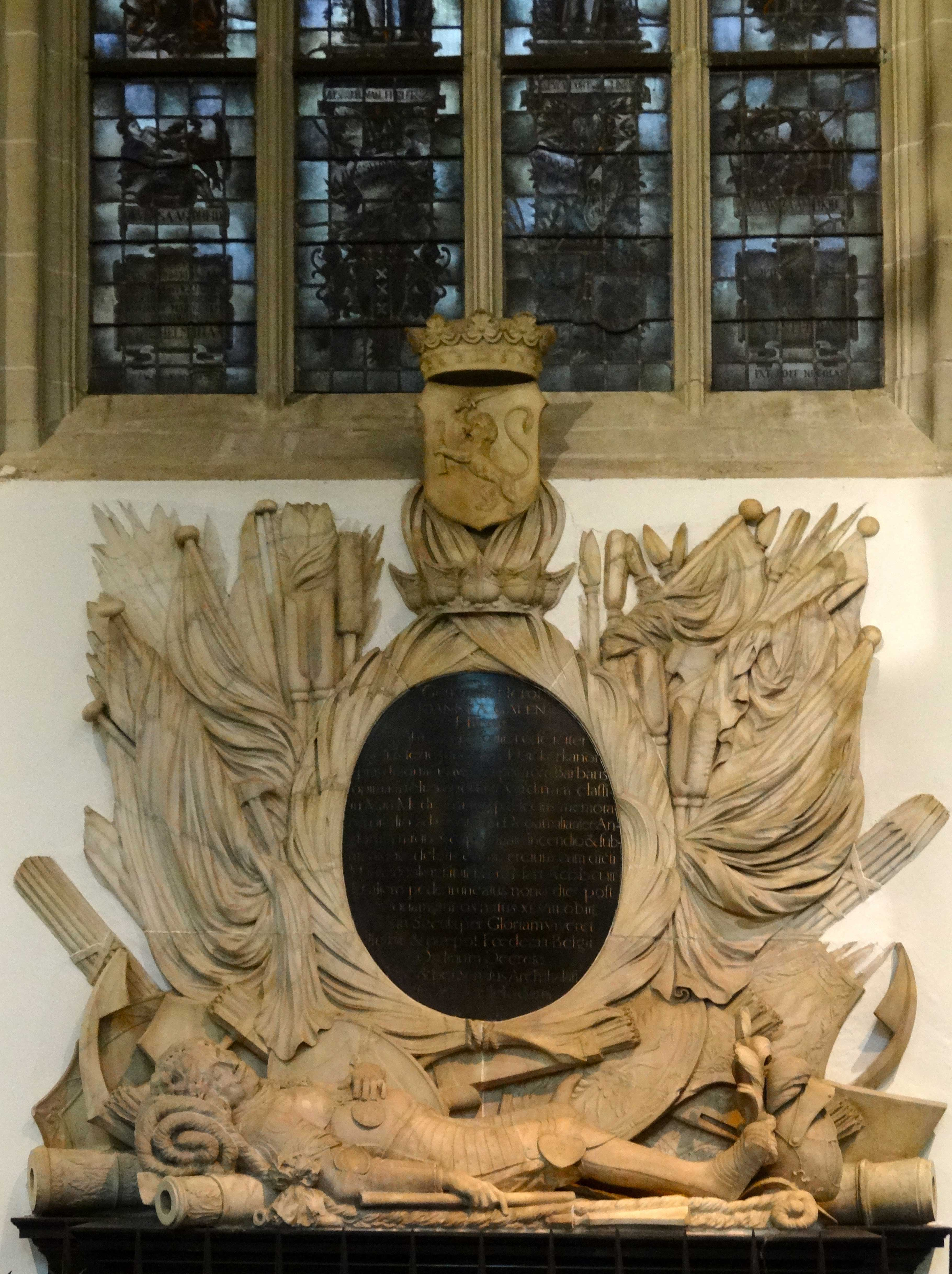
Grabmonument für Johan van Galen in der Nieuwe Kerk von Amsterdam – unter dem Wappen der Generalstaaten eine Corona navalis, im Oval die Inschrift des Epitaphs über dem abgelegten Helden

## Totenehrung
Erst am 15. März wurde van Galen in das Haus des holländischen Konsuls Peter van der Straten in Livorno gebracht, wo er am 23. März starb. Seine Leiche wurde einbalsamiert und an Bord der Haarlem in die Heimat überführt. Am 11. Dezember 1653 wurde er mit einem Staatsbegräbnis in der Nieuwe Kerk beigesetzt. Der Anfang der lateinischen Inschrift auf dem Epitaph seines Grabmals, von Rombout Verhulst gestaltet als sogenanntes praalgraf, lautet übersetzt: ‚Dem mannhaften Helden Johann van Galen aus Essen zum ewigen Ruhme gewidmet‘. Die Kosten von 3100 Gulden übernahm die Amsterdamer Admiralität, ebenso den Aufwand für die Lebensbeschreibung, die Arnoldus Montanus verfasste. Am 7. Juni 1654 erhielt der Kunstzeichner von Schiffen Willem van de Velde d. Ä. den Auftrag, für 100 Gulden die ‚Schlacht zwischen dem Kommandeur van Galen und den Engländern‘ festzuhalten. Eine Ehre, wie sie keinem anderen niederländischen Kapitän zuteilwurde.